# Paul Gittins
Paul Gittins ist ein neuseeländischer Schauspieler und Fernsehmoderator.

## Leben
Seit Mitte der 1980er Jahre ist Gittins als Film- und Fernsehschauspieler tätig. Eine erste große Rolle erhielt er 1986 in der Fernsehserie Adventurer, in der er die Rolle des Lieut. Harry Anderson darstellte. Nationale Bekanntheit erlangte er ab 1992 durch seine Rolle des Michael McKenna in der Fernsehserie Shortland Street. Es folgten Rollen in weiteren Serien wie Wendy, Hercules, City Life oder Xena – Die Kriegerprinzessin. 2004 verkörperte er im Fernsehfilm Maiden Voyage – Jungfernfahrt in den Tod die Rolle des Curtis Price. Es folgten Filmbesetzungen in Fatal Contact: Vogelgrippe in Amerika, Safe House und Emperor – Kampf um den Frieden sowie Rollenbesetzungen in den Fernsehserien Power Rangers Jungle Fury und Power Rangers Dino Charge. Er moderierte das Fernsehformat Epitaph auf dem britischen Unexplained Channel. 2022 wurde er mit dem Variety Artists Club of New Zealand für seine Leistungen als Schauspieler ausgezeichnet.
Mit der neuseeländischen Drehbuchautorin Philippa Boyens, zeugte er zwei Kinder, Sohn Calum Gittins und Tochter Phoebe Gittins, die beide ebenfalls in der Filmindustrie tätig sind.

## Filmografie (Auswahl)
- 1984: Other Halves
- 1985: Sons and Daughters (Fernsehserie, 2 Episoden)
- 1986: Adventurer (Fernsehserie, 11 Episoden)
- 1987: Young Detectives on Wheels
- 1987: Steel Riders (Fernsehserie, Episode 1x01)
- 1987: A Death in the Family
- 1988: Erebus: The Aftermath (Miniserie, 4 Episoden)
- 1989: The Shadow Trader (Miniserie, 2 Episoden)
- 1990: Shark in the Park (Fernsehserie, Episode 2x02)
- 1991: Which Way Home (Miniserie)
- 1991: Der Junge von Andromeda (The Boy from Andromeda, Fernsehserie, Episode 1x03)
- 1991: Das Ende des goldenen Sommers (The End of the Golden Weather)
- 1991: Gold: A Fistful of Gold (Fernsehfilm)
- 1992: The New Adventures of Black Beauty (Fernsehserie, Episode 1x14)
- 1992: Shortland Street (Fernsehserie, 13 Episoden)
- 1995: Wendy (Fernsehserie)
- 1996: Hercules (Hercules: The Legendary Journeys, Fernsehserie, 2 Episoden, verschiedene Rollen)
- 1996–1998: City Life (Fernsehserie, 3 Episoden)
- 1996–1999: Xena – Die Kriegerprinzessin (Xena: Warrior Princess, Fernsehserie, 2 Episoden)
- 1997: Der ganze Mond (The Whole of the Moon)
- 1997: Amazon High (Fernsehfilm)
- 1998: Epitaph (Fernsehserie)
- 2000: Corrie und das Rennpferd (Ready to Run, Fernsehfilm)
- 2000: Look Who’s Famous Now 2 (Fernsehdokumentation)
- 2000: Shipwrecked (Fernsehserie, Episode 1x01)
- 2001: Pansy (Fernsehdokumentation)
- 2001: Exposure – Gefährliche Enthüllung (Exposure)
- 2002: Blood Crime (Fernsehfilm)
- 2002: Angela D’Audney: A Tribute (Fernsehdokumentation)
- 2002: Before Stardom (Fernsehdokumentation)
- 2003: Deep Down – Kein Entkommen (Cave In, Fernsehfilm)
- 2003: Murder on the Blade? (Fernsehdokumentation)
- 2004: Ike: Countdown to D-Day (Fernsehfilm)
- 2004: Maiden Voyage – Jungfernfahrt in den Tod (Maiden Voyage, Fernsehfilm)
- 2006: Fatal Contact: Vogelgrippe in Amerika (Fatal Contact: Bird Flu in America, Fernsehfilm)
- 2008: Power Rangers Jungle Fury (Fernsehserie, 7 Episoden, verschiedene Rollen)
- 2010: Emilie Richards (Fernsehserie, Episode 1x03)
- 2010: After the Waterfall
- 2012: Safe House (Fernsehfilm)
- 2012: Emperor – Kampf um den Frieden (Emperor)
- 2012: Strongman: The Tragedy (Dokumentation)
- 2013: Harry (Fernsehserie, 3 Episoden)
- 2013: Flat3 (Miniserie, Episode 2x05)
- 2014: Inc’d (Kurzfilm)
- 2016: Power Rangers Dino Charge (Fernsehserie, Episode 2x08)
- 2019: Jonah (Miniserie, 2 Episoden)
- 2019: Ablaze (Fernsehfilm)
- 2021: Sweet Tooth (Fernsehserie, Episode 1x01)
- 2022: Brokenwood – Mord in Neuseeland (The Brokenwood Mysteries, Fernsehserie, Episode 8x06)